# Tadeusz Obrębski

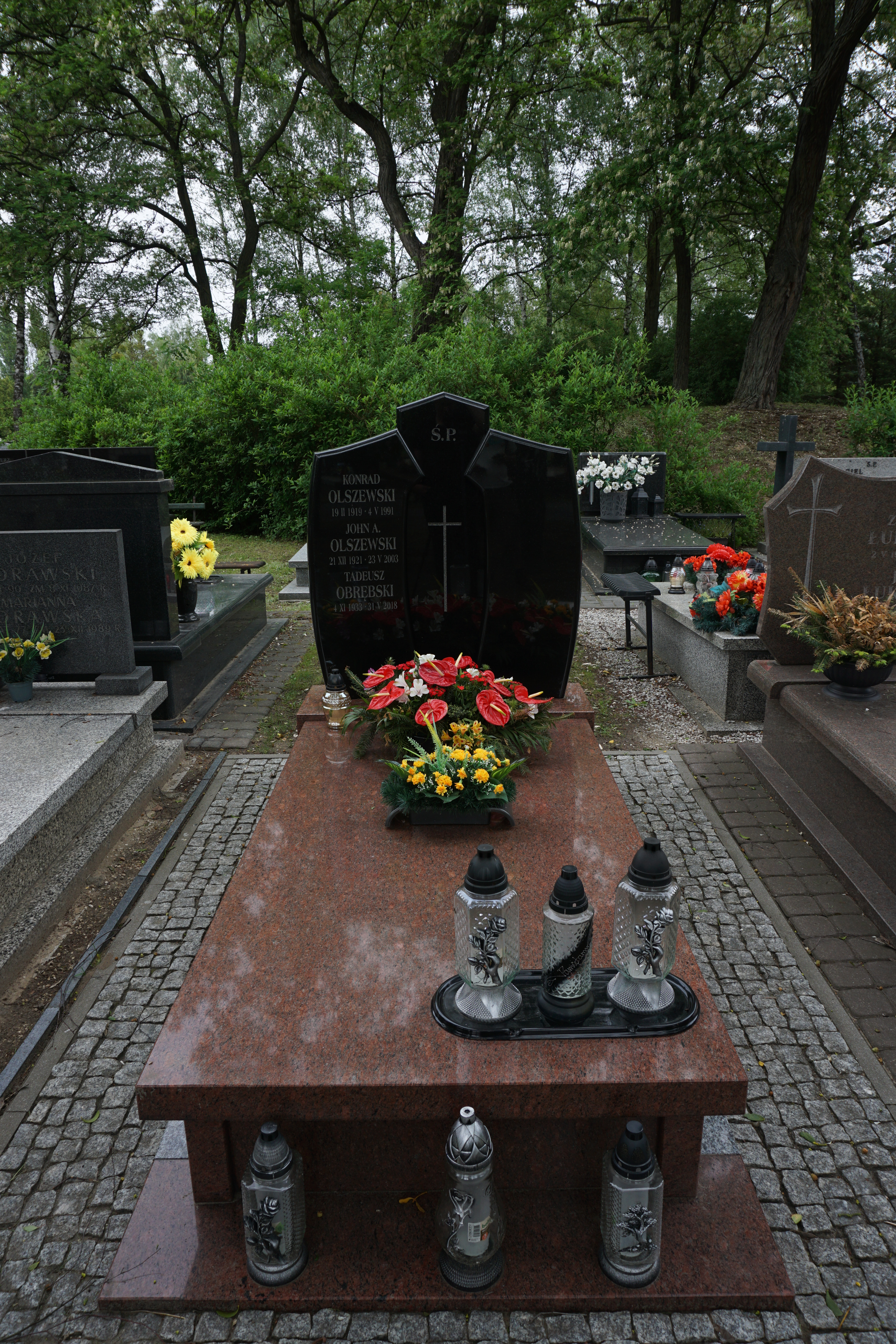
Grób Tadeusza Obrębskiego na cmentarzu Komunalnym Północnym

Tadeusz Obrębski (ur. 4 listopada 1933 w Otrębie, zm. 31 maja 2018) – profesor nauk ekonomicznych, profesor zwyczajny Politechniki Warszawskiej i Wyższej Szkoły Ekologii i Zarządzania w Warszawie, specjalista w zakresie mikro- i makroekonomii.

## Życiorys
Studiował na Wydziale Transportu Kolejowego Wyższej Szkoły Ekonomicznej w Szczecinie (1951–1955), a po jej likwidacji na Wydziale Transportu Kolejowego Politechniki Szczecińskiej (1955–1956). W 1966 uzyskał w Wyższej Szkole Ekonomicznej w Poznaniu stopień naukowy doktora na podstawie pracy Zmiany w strukturze zatrudnienia w przemyśle uspołecznionym woj. szczecińskiego w latach 1946–1962 napisanej pod kierunkiem Stanisława Smolińskiego. W 1990 otrzymał tytuł naukowy profesora nauk ekonomicznych. Został profesorem zwyczajnym Kolegium Nauk Społecznych i Administracji Politechniki Warszawskiej oraz profesorem zwyczajnym Wydziału Inżynierii i Zarządzania Wyższej Szkoły Ekologii i Zarządzania w Warszawie.
Zmarł 31 maja 2018. 12 czerwca 2018 został pochowany na Cmentarzu Komunalnym Północnym w Warszawie.